# Willie Gardiner
William „Willie“ Silcock Gardiner (* 15. August 1929 in Larbert; † 5. Januar 2007 in Stirling) war ein schottischer Fußballspieler.

## Sportlicher Werdegang
Gardiner begann seine Karriere beim Bo’ness United FC, ehe er sich 1951 den Glasgow Rangers anschloss. Hier kam er in den folgenden Jahren angesichts der Konkurrenz um Willie Thornton, Willie Paton und Billy Simpson nur unregelmäßig zum Zug. Daraufhin holte ihn sein Landsmann Dave Halliday nach England zum Erstligaabsteiger Leicester City in die Second Division. Mit 34 Treffern in 33 Saisonspielen krönte er sich in der Spielzeit 1955/56 zum Torschützenkönig der zweithöchsten Spielklasse, der Klub verpasste jedoch als Tabellenfünfter den direkten Wiederaufstieg. In der Folge konnte er jedoch nicht an den Erfolg anknüpfen und spielte zeitweise nur noch in der Reservemannschaft des Klubs, kam aber nach dem Aufstieg als Meister der Spielzeit 1956/57 auch in der First Division zum Einsatz und erzielte dort in 23 Spielen zehn Tore. Mit Hallidays Abschied 1958 verließ auch er den Klub und schloss sich dem FC Reading an. Hier kam er verletzungsbedingt kaum zum Einsatz und musste frühzeitig seine Profilaufbahn beenden, bei Sudbury Town ließ er anschließend im Non-League football seine Karriere ausklingen und widmete sich seiner hauptberuflichen Tätigkeit bei der British Telecom.